# Су-38
Су-38Л — российский лёгкий сельскохозяйственный самолёт, предназначенный для распыления жидких и сыпучих химикатов при авиационных агрохимических работах. Является первым самолётом такого типа, спроектированным и построенным в ОКБ Сухого в рамках проекта «Гражданские самолёты Сухого». 
Ранее сообщалось, что проект окончательно закрыт, но на сайте компании «Сухой» указывается, что в настоящее время ведутся сертификационные испытания машины.

## Конструкция
Су-38Л сконструирован как одноместный свободнонесущий моноплан с нижним расположением крыла.
Конструкция планера самолёта выполнена из композиционных материалов, обеспечивающих необходимые прочностные и весовые характеристики при заданном ресурсе, пожаробезопасность, коррозийную стойкость, требуемый комфорт и безопасность.

Так как химработы зачастую проводятся с применением высокотоксичных ядов, то кабина пилота герметизирована. Она имеет систему наддува с избыточным давлением, исключающую попадание химреактивов в организм лётчика. Внешний воздух предварительно проходит фильтрацию. Специальный испаритель воздуха внутри кабины создаёт комфортные условия для пилота.
На крыльях размещается традиционное навесное оборудование для распыления химикатов американской фирмы «Трансленд» (Transland) (предполагается в последующем заменить его на отечественное, выгодно отличающееся от американского своей простотой, надёжностью и существенно меньшей стоимостью — так сообщалось в 2000-2001 гг.). 
В августе 2002 года было объявлено, что на самолёте размещается традиционное навесное оборудование для распыления АРЖВ-38, разработку которого «ОКБ Сухого» проводит в настоящий момент совместно с российскими партнёрами.
В конструкции Су-38Л предусмотрен ряд элементов, значительно повышающих безопасность пилота даже в аварийных ситуациях, связанных с малой высотой полёта во время выполнения сельхозработ (1-15 м). На этой высоте велика вероятность столкновения со столбами линий электропередач, проводами, деревьями. Так из международной статистики аварий самолётов сельхозавиации следует, что 70 процентов аварий связано с этими причинами.
Поэтому кабина Су-38Л оснащена специальным креслом, уменьшающим ударные нагрузки. Жёсткий каркас безопасности препятствует смятию кабины при столкновении с препятствием. Имеется также металлический отбойник перед лобовым стеклом. Его верхняя часть соединена стальным тросом с верхней частью киля, что позволяет перебрасывать через самолёт внезапно возникший электрический провод.
Су-38Л проектировался по новой технологии, с максимальным привлечением компьютерного проектирования и передачи проектных данных на магнитных носителях.
Проектом лёгкого сельскохозяйственного самолёта Су-38Л предусмотрена возможность его широкого многоцелевого использования при сохранении базового назначения в качестве сельскохозяйственного. Разработчик имеет много предложений по оборудованию распыления отечественной разработки, но все предложенные варианты пока являются опытными образцами.
Узкая специализация самолёта предопределила возможность Су-38Л базирования в полевых условиях на площадках с земляным покрытием.
Первоначально объявленный ресурс самолёта — 10 000 часов (проект с М-14П), однако с 1999 года назначенный ресурс сообщался как 3000 часов при расчётном налёте 300 часов в год. Таким образом, календарный ресурс — 10 лет (данные на август 2002 года).

## Двигатель

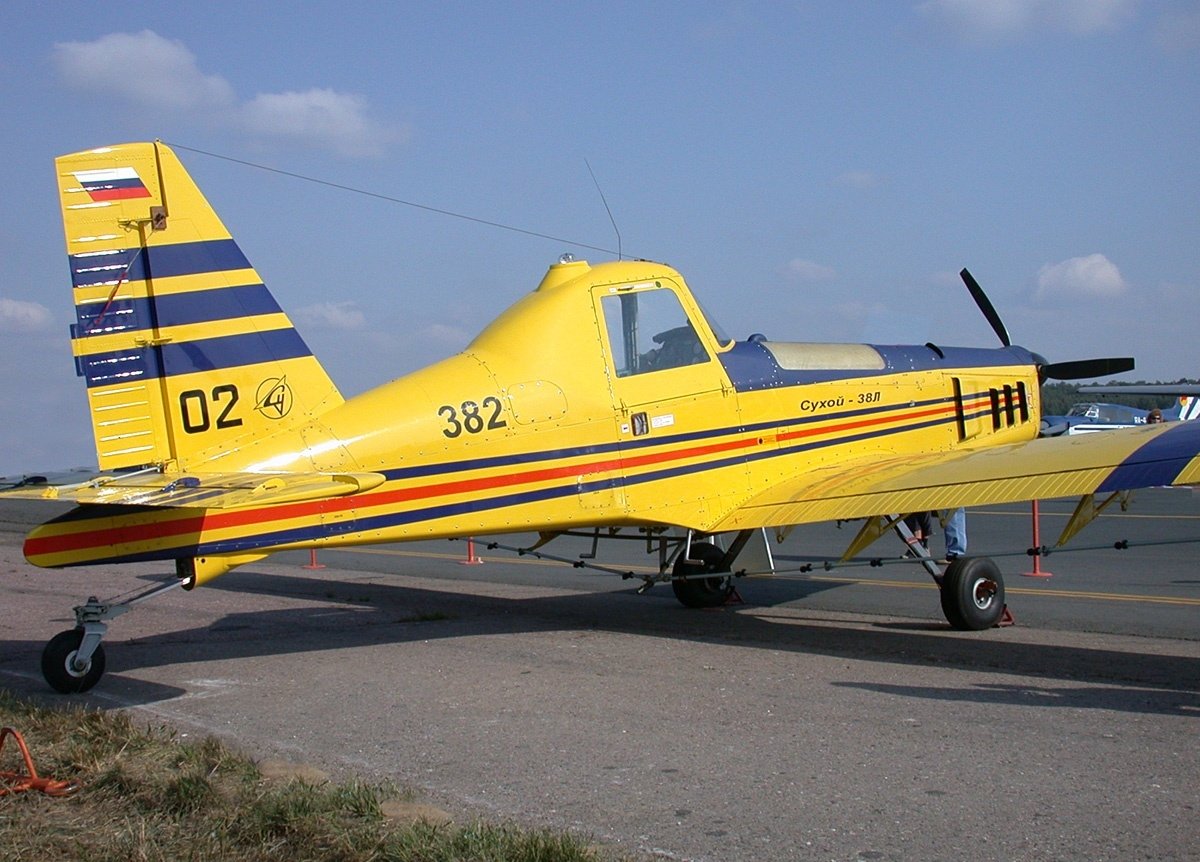
Су-38Л на авиашоу в Домодедово в 2002 году.

Первоначально самолёт планировалось оснащать двигателем М-14П мощностью 360 л. с. и воздушным винтом MTV-3. Однако, начиная с 1999 года, самолёт начал проектироваться под двигатель LOM М337АК.1 чешского производства мощностью 210 л. с., работающий на автомобильном бензине (А-76,А-92), и трёхлопастной воздушный винт изменяемого шага LOM B-546.
До середины 2002 года в качестве силовой установки Су-38Л использовался двигатель воздушного охлаждения M337A чешской фирмы LOM «Прага» мощностью 235 л. с. В августе 2002 года было сообщено, что на самолёте Су-38Л используется двигатель М337С, разработанный той же фирмой, мощностью 250 л. с. Двигатель имеет российскую и международную сертификацию.
Ресурс двигателя составляет 3000 часов и межремонтный (до первого ремонта) — 1200 часов, что обеспечивает эксплуатацию в течение 3-4 лет, сводя техническое обслуживание к замене свечей и проведению, при необходимости, несложных регулировочных работ.

Винт самолёта трёхлопастный изменяемого шага.
Важнейшим преимуществом M337C является то, что он работает на автомобильном бензине А-95. Ранее, когда в качестве силовой установки указывался двигатель M337A, в качестве топлива называлась смесь автомобильных бензинов А-76 и А-92 в соотношении 1:2 и отмечалось, что обе марки бензина имеются в сельской местности в достаточных количествах и к тому же значительно дешевле авиабензина.

## Оборудование
Самолёт имеет бак для химикатов объёмом 500 литров (первоначальный проект с двигателем М-14П — 1050 л) и адаптирован для установки распылительного оборудования ведущих стран мира (по данным на 1999 год — предусматривается установка распылительного оборудования фирмы «Transland», США). В апреле 2000 года сообщалось, что на самолёт будет устанавливаться 600-литровый стеклопластиковый бак для химикатов; 210-литровые топливные баки; основная и переносная аварийная радиостанции; посадочно-рулёжная фара.

## Состояние программы
В настоящее время в «ОКБ Сухого» завершена разработка и постройка лёгкого сельскохозяйственного самолёта Су-38Л, предназначенного для распыления жидких и сыпучих химикатов при проведении авиационных агрохимических работ. Первый полёт самолёта состоялся в июле 2001 года. Лётчик-испытатель — Евгений Фролов.

## Тактико-технические характеристики

### Технические характеристики
- Экипаж: 1 человек
- Длина: 7,63 м
- Размах крыла: 11,15 м
- Высота: 2,30 м
- Масса:
  - Пустого снаряжённого самолёта: 2100 кг
  - Максимальная взлётная масса:
  - Объём бака для загрузки химикатов: 1050 л
- Двигатель: ПД М-14П с воздушным винтом изменяемого шага MTV-3
- Мощность: 1×360 л. с.

### Лётные характеристики
- Скорость:
  - Максимальная скорость полёта с с/х оборудованием : 220 км/ч
- Максимальная скорость полёта без с/х оборудования: 300 км/ч
- Дальность полёта у земли : 800 км
- Потребная длина ВПП: 300 м
- Диапазон допустимых перегрузок: +4,4/−1,9
- Рабочая высота полёта: 1—15 м